# 連續劇、續集
連續劇、續集是香港女歌手容祖兒的兩首粵語歌曲，分別於2012年及2013年推出，分別為無綫電視劇集《On Call 36小時》及其續作《On Call 36小時II》的主題曲。兩歌同為鄧智偉作曲，林日曦填詞，創作上有呼應關係，被視為同一系列，亦是無綫電視劇集系列式歌曲的其中一組代表作。

## 背景及班底
2012年無綫電視播出以香港公立醫院為題材的劇集《On Call 36小時》，獲得頗佳口碑及高收視，作為其主題曲的歌曲連續劇亦甚具迴響；2013年無綫電視乘勢推出該劇的續作《On Call 36小時II》，亦以原有班底創作及演繹其主題曲續集。與當時該台其他劇集的歌曲一樣，連續劇及續集由營運該台的電視廣播有限公司旗下子公司正視音樂負責創作及製作，兩歌皆由正視音樂的音樂總監鄧智偉作曲及監製。
演唱者方面，在該時期無綫電視的原創劇集歌曲已由劇中演員或該台旗下歌手演唱為主，而此兩歌起用與無綫電視沒有僱傭關係的英皇娛樂歌手容祖兒演唱，被視為較為難得。
兩歌均由2007年出道的填詞人林日曦負責填詞，屬於他較著名的詞作。

## 歌曲介紹

### 連續劇
連續劇時長3分55秒，以
拍的升c小調/降d小調創作，每分鐘148拍，曲風傷感。由Johnny Yim編曲，作曲者鄧智偉兼任監製。曲式為較複雜及具現代風格的ABCABCC加上尾聲。
有別於無綫電視一般劇集歌曲常在歌詞中直白地談及劇集主題，此歌歌詞與劇集的醫療主題關聯不多，只有小量與呼吸相關的字眼，如「斷氣」、「缺氧」、「呼吸太無常」，略為呼應了醫療主題。歌詞以「電視連續劇」充滿轉折等特性，來比喻一對戀人的相戀過程，主要篇幅是借用連續劇的多集特性，訴說再續情緣的寄望。
間奏有一段發音為「da la di la～da la di la da～」的哼唱，傳聞該部分本有歌詞：「無人需要 落幕的過場 前來鋪滿 浪漫的過場」，但因不明原因被刪去。
此歌傳唱度高，當時並未追看該劇集的聽眾亦有不少人注意到此歌，包括樂評人黃志華。前奏旋律、副歌開首旋律與歌詞「情人們一呼一吸相愛到底 結局或同樣」尤為深入民心。

### 續集
續集時長5分19秒，以
拍的升c小調/降d小調創作（與前作連續劇相同），每分鐘146拍，曲風傷感。由葉澍暉編曲，作曲者鄧智偉兼任監製。曲式亦跟前作一樣較複雜及具現代風格。其時長超過五分鐘，在香港流行曲中屬於罕見。
歌詞以電視連續劇的「續集」來比喻愛情，一方面貫徹了前作連續劇的主題，亦點出了它是一套連續劇續集的主題曲此一性質。

### 共通特點
連續劇間奏的「da la di la~ da la di la da ~」 ，亦出現於續集的尾聲，這被視為兩歌具標誌性的部分。
除了在整體架構上使用了同類的比喻，兩歌歌詞中亦出現了一些相同或近似的詞句作為呼應，如兩者都有「對白」、「雪霜」；連中的「呼吸太無常」與續中的「呼吸是照舊無常」；連中的「佈置」與續中的「佈景」。

## 發行
連續劇及續集同收錄於2013年12月推出的容祖兒個人精選專輯《Hopelessly Romantic Collection》，由容祖兒所屬公司英皇娛樂發行。但正視音樂應當持有歌曲版權，電視廣播有限公司旗下另一子公司星夢娛樂成立後，版權轉移至該子公司，兩歌在部分音樂串流平台上由星夢娛樂獨立發行，未顯示於《Hopelessly Romantic Collection》的曲目清單，部分平台則仍有列出。

## 獎項

### 連續劇
| 頒獎年月  | 頒獎禮                                     | 獎項            | 結果 |
| --------- | ------------------------------------------ | --------------- | ---- |
| 2012年8月 | 星和視界、無綫電視合辦星和無綫電視大獎2012 | 我最愛TVB主題曲 | 獲獎 |

### 續集
| 頒獎年月  | 頒獎禮                                                  | 獎項                 | 結果 |
| --------- | ------------------------------------------------------- | -------------------- | ---- |
| 2014年1月 | 無綫電視 2013年度十大勁歌金曲頒獎典禮                   | 最受歡迎電視劇歌曲獎 | 獲獎 |
| 2015年3月 | 國際唱片業協會（香港會） IFPI香港唱片銷量大獎頒獎禮2014 | 十大暢銷數碼歌曲     | 獲獎 |

## 評價
資深樂評人黃志華對兩歌歌詞均予以好評。他認為連續劇作為電視連續劇的主題曲，沒有直接寫劇集主題，反而利用電視連續劇的特性來進行比喻，構思新鮮，當中亦不乏巧妙筆法。例如「新一章怎可是你我分開 可否改寫得像你我當初還相愛 只可惜上集難逆轉 傷感的下集仍然未播 我會修改」是他甚為欣賞的一段，他認為此段歌詞可能隱含了人生劇本可由自己掌握的寓意。而結尾歌詞「多得你在場 多得我在場 天空也在場演好這一章 呼吸太無常」則包含了「珍惜當下」的哲理，並非單純情詞。
至於續集，黃志華指出續沿用了連的比喻套路，新鮮感有所不及，但續亦有其優點。他認為續歌詞的叙事布局頗為配合旋律結構。他又認為歌中不乏詞意值得細賞之處，尤為欣賞首段：「耿耿於上次太絕情 殘留全是冷漠佈景 糾結故事極難忘 難忘愛你但我沒承認 都只因上次太忘形 誰人才重要未看清 應有對白被遺忘 遺忘半句道歉沒說清」，當中的「冷漠佈景」、「對白」既緊扣連續劇相關元素，亦衍生出新的意思（對感情狀況的描述）。

## 備註
1. ↑  但這篇寫於2020年的報道，對其可貴程度的描述實屬誇大，似以2020年的印象形容2012-13年的情況，2012-13年時雖然外來歌手演唱劇集歌曲已屬少數，但每年仍有一定比例（如關淑怡在該兩年皆有為無綫電視演唱劇集歌曲），並未如更後的時期那般極端。
2. 1 2  按星夢娛樂官方音樂影片所附資料。
3. ↑  仍是以「續集」的展開，帶出對重修舊好的寄望。呼應劇集醫療主題的字眼則有 「危殆畫面」。
4. ↑  該公司舊英文名稱為The Voice Entertainment Group Limited，2022年改為TVB Music Group。